# Livre blanc sur la défense 2009
Le Livre blanc de l'Australie sur la défense 2009 (en anglais : Defending Australia in the Asia Pacific Century: Force 2030), est un livre blanc, publié le 2 mai 2009, chargé de définir une stratégie globale de défense et de sécurité pour l'Australie et la région Asie-Pacifique de 2009 à 2030. Il fait suite au Livre blanc sur la défense 2000.

## Contenu
Le Livre blanc sur la défense 2009 est basé sur l'affirmation que la Marine de l’armée populaire de libération chinoise a vocation à devenir prédominante dans la région Asie-Pacifique et que l'Australian Defence Force, et notamment la Royal Australian Navy, ne peut pas compter sur l'US Navy pour sa protection. 

### Royal Australian Navy
Le livre blanc propose un développement significatif de la Royal Australian Navy comprenant le remplacement de la classe Collins par 12 sous-marins, le remplacement des 8 frégates de classe Anzac par 8 bâtiments à capacité ASM, la mise en service de 20 corvettes, le remplacement de son pétrolier-ravitailleur, l'achat d'un navire de transport, de 6 embarcations de débarquement, de 24 hélicoptères (apparemment ASM, dont 8 seraient embarqués) et de 8 avions de patrouille maritime complétés par 7 drones HALE. La construction des 3 destroyers de classe Hobart et des 2 LHD de classe Canberra est confirmée.

## Réception
. 